# Batalla de Ponza (1552)
La batalla de Ponza fue una batalla naval acaecida en 1552 cerca de la isla italiana de Ponza. La batalla enfrentó a una flota de una coalición franco-otomana dirigida por Turgut Reis y a una flota hispano-genovesa comandada por Andrea Doria, que trataba de pasar desapercibida. La flota de Doria logró escapar, pero perdió 7 galeras, que fueron capturadas. La batalla facilitó a las flotas del Imperio otomano arrasar las costas de Sicilia, Cerdeña e Italia por los siguientes tres años.

## Orden de Batalla
La flota otomana consistía en 100 galeras que habían sido enviadas al oeste del Mediterráneo cuando Enrique II de Francia se enteró del conflicto de Carlos I de España en la Guerra italiana de 1551-59. La flota fue acompañada por tres galeras francesas bajo el mando del embajador Gabriel de Luetz d'Aramon, quien acompaó a los otomanos desde Estambul en sus razias a lo largo de la cosra de Calabria en el Sur de Italia, capturando la ciudad de Reggio.
La flota genovesa consistía de 40 galeras dirigidas por Andrea Doria. 20 de esas galeras de la flota pertenecían al propia Doria, 6 a Antonio Doria y 2 a la Casa de Grimaldi de Monaco.

## La batalla
Doria y Juan de Mendoza recibieron la orden de transportar tropas y suministros de Ostia a Napoles. Como sólo disponían de 40 galeras, comparadas con las 150 que franceses y turcos tenían desplegadas por la zona, intentarían llegar a Nápoles sigilosamente y evitando todo choque. Cerca de las islas de Ponza y Terracina, sin embargo, Turgut les emboscó con un centenar de naves. Doria y Mendoza inmediatamente cambiaron de rumbo hacia Cerdeña y escaparon, no sin que sus últimas siete galeras fueran alcanzadas y capturadas por los francoturcos.

## Consecuencias
Después de la batalla, la flota franco-otomana entró en Mallorca el 13 de agosto de 1552. Los otomanos se resistieron a la presión de los franceses para enviar su flota hacia el oeste, tal vez por razones personales del comandante, o debido a la continuación de la guerra con Persia. La victoria le dio a los otomanos más facilidad para atacar Sicilia, Cerdeña y las costas de Italia durante los siguientes tres años. La flota otomana inverno en Chios, donde estuvo acompañada por la flota francesa del Barón de la Garde, listo para las grandes operaciones navales del año siguiente, incluyendo la invasión de Córcega en 1553. Doria hizo un último intento de frustrar a Reis en la batalla de Los Gelves en 1560, pero fue derrotado y Reis continuó su incursión de las naciones cristianas hasta su muerte cinco años después.